# Abborrhåltjärnen
Abborrhåltjärnen är en sjö i Härjedalens kommun i Härjedalen och ingår i Ljusnans huvudavrinningsområde. Sjön har en area på 0,0825 kvadratkilometer och ligger 561,1 meter över havet.

## Delavrinningsområde
Abborrhåltjärnen ingår i det delavrinningsområde (692216-135107) som SMHI kallar för Mynnar i Rörhån. Medelhöjden är 665 meter över havet och ytan är 7,92 kvadratkilometer. Det finns ett avrinningsområde uppströms, och räknas det in blir den ackumulerade arean 9,69 kvadratkilometer. Vattendraget som avvattnar avrinningsområdet har biflödesordning 2, vilket innebär att vattnet flödar genom totalt 2 vattendrag innan det når havet efter 361 kilometer. Avrinningsområdet består mestadels av skog (99 procent). Avrinningsområdet har 0,09 kvadratkilometer vattenytor vilket ger det en sjöprocent på 1,1 procent.